# 岡田大輔
岡田 大輔（おかだ だいすけ、1955年7月10日 - 2023年4月）は、広島県出身のローカルタレントおよび作曲家。あわせて、自身が所属するだいすけプロダクションについても触れる。

## 概要
趣味は釣り・ゴルフ・ドライブ。ニックネームは大ちゃん（だいちゃん）。
所属するだいすけプロダクションで、自身が出演する大ちゃんの釣りに行こう!プラスの制作著作。

## 出演

### テレビ
- 大ちゃんの釣りに行こう!（自社制作番組）山口朝日放送・長崎文化放送・TVQ九州放送・大分朝日放送・熊本朝日放送・愛媛朝日テレビ・西日本放送・釣りビジョン
- 大ちゃんの釣りに行こう!プラス（自社制作番組）テレビ新広島・山口朝日放送・西日本放送

NHKテレビ
- 木原光知子の、やあ!ふるさとさん エンディングテーマ「海は不思議なオルゴール」を作曲し、南一誠とデュエット
- サタデープラザ - レギュラーパーソナリティー

RCCテレビ
- るんるんワイドひろしま11時 - 突撃レポーター
- だいすけのようやるのー

ホームテレビ
- だいすけのもっと楽しみTime

広島テレビ
- ひろしまウィークリー
- いかしたファンキーTV
- 金曜ヤングパラダイス
- だいすけ・まさこのわくわくステーション
- こちら○○生活研究所（生放送）

テレビ新広島
- ワンわんワンダフル（2021年） - プロデューサー

### ラジオ
NHK-FM
- FMリクエストアワー - 生放送DJ

KRYラジオ
- あなた好みの演歌大行進 - 生放送DJ

RCCラジオ
- 瀬戸内海クルージングツトゥギャザー
- 金曜直撃90分 - 生放送レポーター

広島FM放送 　
- ファッショナブルポップ
- YSP我らバイク仲間

## CMソング制作
- むさし「サラダ美人」
- ホテル賀茂川荘
- とり八茶屋
- コスモホーム
- 引っ越しのマルサン
- アイシティー広島
- 銘建住宅
- 住友ハウス
- 野田久グループ
- 広島テレビグルメ招待状
- RCC文化センター
- 広島県豊浜町
- 広島県倉橋町イメージソング

等他多数

## レコード
- 「我が青春のふし野川」
- 「走れSL－C－57」
- 「山口の夜」

以上3曲は、東芝EMIより発売され「我が青春のふし野川」は、ボニージャックスも歌っている。

## その他
CMナレーション・各種パーティー・イベントの司会のほか、各種イベントでも活動。